# Pallava
Pallavariket, ibland Pallavadynastin, ett medelindiskt rike mellan 275 och 880 i nuvarande Tamil Nadu, med Kanchipuram som huvudstad. Riket inkorporerades i Cholariket.